# Суперперці
«Суперперці» (у прокаті — «Супер перці», англ. Superbad) — американський комедійний фільм про підлітків 2007 року. Режисер фільму — Ґреґ Моттола. У головних ролях знялися Джона Гілл, Майкл Сера і Крістофер Мінц-Плассе. Прем'єра фільму в Україні відбулася 18 жовтня 2007 року.

## Сюжет
Головні герої — Еван і Сет — найкращі друзі ще з дитячого садка. До їхнього випускного у старшій школі залишилося два тижні. Вони не мають популярності серед однокласників, тому не відвідують вечірки. Проте хлопці переймаються своїм сексуальним розвитком, тож хочуть почати зустрічатися з дівчатами ще у школі. Еванові подобається Бекка, а Сет на уроках кулінарії познайомився з Джулз. Дівчата запрошують їх на вечірку Джулз. Сет обіцяє принести алкоголь, Джулз надзвичайно радіє цьому. Тоді Еван пропонує Бецці також зробити замовлення — вона обирає горілку із золотими блискітками (англ. Goldslick Vodka).
Еван і Сет планують купити алкоголь завдяки підробленим документам, які зробив собі їхній товариш Фогель. Проте у документі зазначалося, що Фогелю 25 років (хоча той не скидається навіть на 21-річного), він із Гаваїв, і прізвище його занадто дивне (Мактрахен, англ. McLovin). Тому Фогель дуже хвилювався. Коли продавчиня перевіряла його документи, на магазин було скоєно напад — грабіжник украв гроші з каси й вдарив Фогеля. Еван і Сет не бачили цього, тому дуже здивувалися, коли помітили поліцейську машину біля магазину — вони були переконані в тому, що Фогеля заарештували. Тому їм треба було здобувати алкоголь самостійно. У цей час Сета збила машина. Водій задля загладжування провини пообіцяв їм випивку з вечірки свого друга.
Тим часом двоє поліцейських (офіцери Майклз і Слейтер) опитували Фогеля про пограбування магазину. Вони перевірили його документи і офіцерам дуже сподобалося фальшиве прізвище хлопця. Вони пообіцяли підвезти його до вечірки на своїй машині. Та потім їх викликали на затримання п'яного хулігана. П'яниця впав, послизнувшись на підлозі, а офіцерам здалося, що це Фогель затримав і заарештував його. Після цього Фогель розважався з офіцерами — пив пиво, стріляв із пістолета.

Фогель (Крістофер Мінц-Плассе), Сет (Джона Гілл) і Еван (Майкл Сера) домовляються про купівлю алкоголю (кадр із к/ф)

Виявилося, що чоловіку, який пообіцяв здобути випивку для Евана і Сета, не раді на вечірці — його викинули з будинку, і хлопці змушені були переховуватися від хазяїв. Сет побачив холодильник, забитий алкоголем. Щоб винести побільше, він залив його в банки від розчинника.
Коли Еван і Сет тікали на вечірку, Сета вдруге збила машина — цього разу, поліцейська, в якій на заднім сидінні був Фогель. Хлопці утрьох втекли від офіцерів і, нарешті, дісталися вечірки (при цьому розбилася «золота горілка» Бекки).
Проте й там все вийшло не так, як їм хотілося. Бекка вже була п'яна, тому не звернула увагу на те, що Еван не виконав її замовлення. Еван також намагався випивати попри своє бажання. Та він не хотів займатися коханням із п'яною однокласницею, тому що вона справді подобалася йому. Врешті, Бекку знудило і вона пішла додому.
Сет почувався героєм через те, що здобув алкоголь, як і обіцяв. Та Джулз, на відміну від нього, не вживає алкоголю. Сет знепритомнів і при падінні вдарив дівчину в обличчя.
Фогелю вдалося опинитися в ліжку з молодшою дівчиною, та їх зупинили офіцери, які шукали свого новоспеченого товариша. Вони пояснили хлопцеві, що одразу зрозуміли, що його документи фальшиві, проте хотіли довести, що й поліцейські можуть розважатися. Вони пообіцяли зробити все, чого забажає Фогель. Хлопець хотів, щоб його забрали в поліцейській машині при всіх присутніх на вечірці однолітках.
Коли офіцери під'їхали до будинку, Сет вирішив рятувати друга Евана від них, тому ніс його на руках. Тоді Еван і Сет зрозуміли, що дружба для них має надзвичайне значення.
Наступного дня в магазині вони зустріли Бекку і Джулз. Сет пішов із Джулз обирати їй тональний крем, а Еван і Бекка пішли купувати ковдри.

## У ролях
- Джона Гілл — Сет
- Майкл Сера — Еван
- Крістофер Мінц-Плассе — Фогель
- Білл Гейдер — офіцер Слейтер
- Сет Роґен — офіцер Майклз
- Емма Стоун — Джулз
- Марта Маклсаак — Бекка
- Авіва — Ніколь
- Джо Ло Тругліо — Френсіс, водій
- Дейв Франко — Грег
- Мартін Старр — Джеймс Масслін
- Кларк Дюк — хлопець на вечірці
- Денні Макбрайд — хлопець на вечірці
- Адам Севані

## Створення фільму
У 2000 році Сет Роґен та його найкращий друг Еван Ґолдберг написали сценарій «Суперперці». Головні ролі двох тюхтійкуватих підлітків, які намагаються потрапити на «круту» шкільну вечірку, сценаристи залишили собі. Та зйомки фільму розпочалися лише 2007, коли Роґен та Ґолдберг виросли із тінейджерського амплуа.
У результаті роль оптимістично налаштованого товстуна Сета зіграв улюбленець Апатоу — Джона Гілл, а боягузливого Евана втілив Майкл Сера.

## Саундтрек
Автори оригінальної музики до фільму — Лайл Воркмен і Бутсі Коллінз. Також використано пісні Кертіса Мейфілда, Ріка Джеймса.

## Касові збори
Фільм у США отримав $121,463,226, за кордоном — $48,408,493 (усього — $169,871,719).
Під час показу в Україні, що розпочався 18 жовтня 2007 року, протягом перших вихідних фільм демонстрували на 55 екранах, що дозволило йому зібрати $208,089 і посісти 2 місце в кінопрокаті того тижня. Фільм залишився на другій сходинці українського кінопрокату наступного тижня, адже демонструвався вже на 56 екранах і зібрав за ті вихідні ще $112,573. Загалом фільм в кінопрокаті України пробув 7 тижнів і зібрав $496,904, посівши 38 місце серед найбільш касових фільмів 2007 року.

## Критика
На сайті Rotten Tomatoes фільм отримав 87 % (171 схвальний відгук і 25 несхвальних). На сайті Metracritic оцінка фільму становить 76 зі 100.

## Нагороди
Фільм було номіновано на три нагороди MTV Movie Awards у 2008 році (Найкращий фільм, Найкраще комедійне виконання (Джона Гілл), Прорив року (Майкл Сера, Джона Гілл, Крістофер Мінц-Пласс).